# Juan Carlos Lallana
Juan Carlos Lallana (ur. 24 grudnia 1938 w Rosario, zm. 15 lutego 2022) – argentyński piłkarz grający podczas kariery na pozycji napastnika.

## Kariera klubowa
Rozpoczął karierę w prowincjonalnym klubie Huracan de Los Quirquinchos. W 1956 był zawodnikiem drugoligowego Uniónu Santa Fe, z którego w 1957 trafił do pierwszoligowego San Lorenzo de Almagro. Z San Lorenzo zdobył mistrzostwo Argentyny w 1959. Rok 1960 Lallana spędził w Newell’s Old Boys Rosario, a 1961 w Lanús.
W 1962 przeszedł do Argentinos Juniors. W latach 1964–1967 był zawodnikiem River Plate. Ogółem w latach 1957–1967 rozegrał w lidze argentyńskiej 177 meczów, w których strzelił 84 bramki. W latach 1968–1972 występował w Kolumbii, gdzie był zawodnikiem Deportivo Cali, Atlético Nacional i Independiente Medellín. Piłkarską karierę zakończył w  CA Banfield w 1973.

## Kariera reprezentacyjna
W reprezentacji Argentyny Lallana zadebiutował 13 marca 1963 w przegranym 1-2 meczu z Peru w Mistrzostwach Ameryki Południowej. Na turnieju w Boliwii Argentyna zajęła trzecie miejsce. Na turnieju wystąpił w dwóch meczach z Peru i Paragwajem (bramka). Ostatnim raz w reprezentacji wystąpił 1 grudnia 1968 w zremisowanym 1-1 towarzyskim meczu z ZSRR.
Ogółem w barwach albicelestes wystąpił w 5 meczach, których zdobył 3 bramki.
| Mecze i gole w reprezentacji | Mecze i gole w reprezentacji | Mecze i gole w reprezentacji | Mecze i gole w reprezentacji | Mecze i gole w reprezentacji | Mecze i gole w reprezentacji | Mecze i gole w reprezentacji |
| #                            | Data                         | Miasto                       | Przeciwnik                   | Gol                          | Wynik                        | Rozgrywki                    |
| ---------------------------- | ---------------------------- | ---------------------------- | ---------------------------- | ---------------------------- | ---------------------------- | ---------------------------- |
| 1.                           | 13.03.1963                   | Cochabamba                   | Peru                         |                              | 1:2                          | Copa América                 |
| 2.                           | 31.03.1963                   | La Paz                       | Paragwaj                     | Gol                          | 1:1                          | Copa América                 |
| 3.                           | 13.03.1963                   | São Paulo                    | Brazylia                     | Gol · Gol                    | 3:2                          | Copa Julio Roca              |
| 4.                           | 16.03.1963                   | Rio de Janeiro               | Brazylia                     |                              | 2:5                          | Copa Julio Roca              |
| 5.                           | 01.12.1965                   | Buenos Aires                 | ZSRR                         |                              | 1:1                          | towarzyski                   |